# 马塞洛·阿斯卡拉加·帕尔梅罗
马塞洛·阿斯卡拉加·帕尔梅罗（西班牙語：Marcelo de Azcárraga Palmero）1832年9月4日—1915年5月30日) ，西班牙军事将领、保守党政治人物。他在阿方索十三世时代三次担任首相。阿斯卡拉加是唯一一位在菲律宾出生并具有菲律宾血统的西班牙首相。

## 早年生活
1832年9月4日出生于菲律宾马尼拉，是家里的第二个孩子。父亲何塞·阿斯卡拉加-乌加特是一名将军，来自西班牙比斯开省。母亲玛丽亚·帕尔梅罗·维索萨是阿尔拜省的菲律賓麥士蒂索人，在马尼拉以开书店为生。大学毕业于马尼拉皇家圣托马斯大学法律系。此后在马尼拉航海学院学习，获得数学一等奖。他的兄弟曼努埃爾成為了一名科學家，並撰寫了一本關於菲律賓經濟的專著。

## 军事生涯
马尼拉航海学院毕业后被父亲送往西班牙本土的军事学院学习，三年后就获得了上尉军衔。由于他参与镇压1854年革命的军事活动，他得以晋升少校。1855年，他被授予圣费尔南多十字勋章。1856年起在墨西哥、古巴和多米尼加等海外殖民地服役。1866年返回西班牙。

## 参与政治
1868年，伊莎贝拉二世女王被废黜，阿斯卡拉加从古巴返回西班牙。此后参与支持波旁王朝复辟的政治活动，并在1874年阿方索十二世复辟后晋升中将军衔。不久后被选为西班牙参议员终身议员，在卡诺瓦斯内阁中担任战争大臣。1897年8月8日，时任首相安东尼奥·卡诺瓦斯·德尔卡斯蒂略遇刺，阿斯卡拉加以战争大臣身份代行首相职责。在1899年至1900年的保守党政府中仍然担任战争大臣。1900年10月短暂担任海军大臣。此后阿斯卡拉加又短暂地担任了两次首相，在第三次内阁中还兼任了海军大臣。但他的三次组阁被视为过渡政府。

## 晚年生涯
1904年9月，72岁的阿斯卡拉加从军队退役，他被授予金羊毛骑士勋章，以表彰他捍卫君主制并维护西班牙的和平。他于1915年5月30日马德里去世，第二天将被埋葬在圣伊西德罗公墓。

## 家庭
1867年，阿斯卡拉加与古巴一位富商的女儿结婚。他们婚后有六个孩子。

## 荣誉
- 圣费尔南多十字勋章
- 金羊毛骑士团